# محمد عاقبتی
محمّد عاقبتی (زاده ۱۳۵۴ در مشهد) کارگردان تئاتر، بازیگر تئاتر، و طراح صحنه ایرانی است.
عاقبتی دارای مدرک کارشناسی در رشته نمایش با گرایش کارگردانی از دانشکده سینما و تئاتر و کارشناسی ارشد در رشته اجرا و هنرهای تعاملی از دانشگاه شهر نیویورک (بروکلین کالج) است.

## زندگی
محمّد عاقبتی در سال ۱۳۵۴ در مشهد زاده شد. وی دوران دبستان و دبیرستان را در مشهد گذراند و از همان دوران فعالیت خود را با شرکت در کلاس‌های تئاتر هلال احمر زیر نظر سعید تشکری آغاز کرد. عاقبتی کارشناسی خود را در رشته نمایش با گرایش کارگردانی از دانشکده سینما و تئاتر در سال ۱۳۸۰ دریافت کرد. محمد در سالهای دانشگاه با رضا بهبودی و حسن معجونی آشنا شد و این دو اثر زیادی بر زندگی حرفه ای او گذاشتند.
اولین اجرای هنری او در سالهای دانشگاه به نام «برزخ» (اثر ویلیام باتلریتس) تولید و در فستیوال دانشجویی به اجرا درآمد که با استقبال روبرو شد. در همان ایام با شرکت در جلسات تمرین علی رفیعی به عنوان منشی صحنه و بازیگر نقش‌های کوتاه بر روی آموختن کارگردانی تمرکز کرد. وی فعالیت خود را در زمینه کارگردانی، طراحی صحنه و بازیگری در دوران دانشگاه ادامه داد و پایان نامهٔ او با نام «کلفت‌ها» (اثر ژان ژنه) به اجرای عمومی درآمد.
«می بوسمت و اشک» (نوشته محمد چرمشیر) اولین اثر حرفه ای او پس از دانشگاه بود که در جشنواره فجر درخشید و جوایز متعددی دریافت کرد. هرچند این اثر به دلایلی هرگز امکان و اجازه اجرا عمومی در داخل کشور را نیافت. محمد در این ایام با همکاری حسن معجونی، مریم مجد، ندی رضوی پور و مهدی صدر «گروه تئاتر لیو بایگانی‌شده  در ۲۲ دسامبر ۲۰۱۹ توسط Wayback Machine» را بنیان نهادند. وی به همراه گروه تئاتر لیو اجراهای متعددی را تهیه و کارگردانی نمود از جمله «من باید برم… خیلی دیرم شده»، «تنها خدا حق دارد بیدارم کند» و «آسمان رپزهای برفی».
همزمان با مهاجرت او به آمریکا، محمد تصمیم به ادامه تحصیل در خارج ازکشور گرفت و در سال ۱۳۸۸ با بورسیه تحقیقاتی «مدرسهٔ درام ییل»، یکسال و نیم زیر نظر استادانی چون لیز دایمند، پیتر فرانسیس جیمز و رابرت وودرف آموزش دید. در همین دوران نمایش «هملت؛ شاهزادهٔ اندوه» را در نیویورک و تعدادی از شهرهای آمریکا به اجرا درآورد و سپس تحصیلات خود را با شرکت در دورهٔ فوق لیسانس اجرا و هنرهای تعاملی در دانشگاه شهر نیویورک (بروکلین کالج) ادامه داد. محمد «گروه تئاتر ما» را در سال ۱۳۹۳ با همکاری مهرنوش علیا در نیویورک بنیان نهاد و از همان موقع تا کنون فعالیت‌های این گروه در تهران و نیویورک ادامه دارد. از آثار گروه «تئاتر ما» تهیه و اجرای نمایشنامه «ماهی سیاه کوچولو» در نیویورک و «از کجا آمده‌ایم؟» در تهران است. هر دو این آثار با دنبال کردن شیوه‌های نوآورانه ای در تولید متن و اجرا برای مخاطبان جوان، تجربه‌هایی موفق به‌شمار می‌آیند که می‌تواند نویدبخش شکل گرفتن جریان‌هایی متفاوت در حوزه تئاتر کودک و نوجوان باشد.

## آثار
کارگردانی
- برزخ (ویلیام باتلریتس)، جشنواره تئاتر دانشجویان؛ ۱۳۷۷
- کلفت‌ها (ژان ژنه)، جشنواره تئاتر دانشجویان؛ ۱۳۸۰ تئاتر شهر، سالن خورشید؛ ۱۳۸۱
- می‌بوسمت و اشک (بازخوانی محمد چرم‌شیر)، تهران، تئاترشهر، جشنواره تئاتر فجر؛ ۱۳۸۱
- من باید برم… خیلی دیرم شده (بازخوانی محمد چرم‌شیر)، تهران، تئاتر بین‌المللی شهر، کارگاه نمایش، جشنواره تئاتر فجر؛ ۱۳۸۳
- تنها خدا حق دارد بیدارم کند (بازخوانی رمان اسکار و مامان صورتی اریک ایمانوشل اشمیت)، فجر؛ ۱۳۸۳ ـ تهران، تئاترشهر، کارگاه نمایش؛ ۱۳۸۴
- دریا روندگان، شبکه ۴، ۱۳۸۵
- تنها خدا حق دارد مرا بیدار کند؛ آلمان، فرایبورگ؛ ۱۳۸۵
- من باید برم… خیلی دیرم شده (بازخوانی محمد چرم‌شیر)؛ تهران، جشنواره تئاتر
- هملت؛ شاهزادهٔ اندوه، (نوشته محمد چرم‌شیر، با بازیِ افشین هاشمی)، تهران، شیراز و جشنواره تئاتر فجر، ۱۳۹۰[۶]
- اپرای مانا و مانی، ۱۳۹۱[۷]
- نمایش ماهی سیاه کوچولو در تریسکِلیَن آرت بروکلین نیویورک [۸] در پردیس تئاتر شهرزاد ۱۳۹۶[۹]
- هملت؛ شاهزادهٔ اندوه، (نوشته محمد چرم‌شیر، با بازیِ افشین هاشمی) دانشگاه ییل و جشنوارهٔ «آندِر دِ رادر» آمریکا. ۱۳۹۱[۶][۱۰][۱۱]
- از کجا اومدیم؛ (نویسنده: مهدی چاکری[۱۲]) تالار هنر؛ ۱۳۹۷
- آپارت-مان، (با بازیِ افشین هاشمی) فستیوال امروز، نیویورک، ۱۳۹۸

دستیار و کارگردان و برنامه ریز:
- در مضار توتون (حسن معجونی)، تهران، تئاتر شهر، سالن شماره ٢ ؛ ١٣٨٠
- عروسی خون (علی رفیعی)، تهران، تالار وحدت، ١٣٧۶
- قهوه قجری (آتیلا پسیانی)، تهران، تئاتر شهر، تالار چهارسو، ١٣٧٧
- درد دل با سگ (آتیلا پسیانی)، تهران، تئاتر شهر، تالار اصلی، ١٣٧٧
- قلاده برای سگ مرده (حسین عاطفی)، تهران، تئاتر شهر، تالار اصلی، ١٣٧٧
- پای دیوار بزرگ شهر (حسن معجونی)، تهران، تئاتر شهر، سالن نو ، ١٣٨٠
- مثل خون برای استیک (حسن معجونی)، تهران، تالار مولوی، ١٣٨٣
- اپرای عروسکی رستم و سهراب (بهروز غریب پور)، تهران، تالار فردوسی، ١٣٨۴
- هملت شازده کوچولوی دانمارک (رضا بابک)، تماشا خانه ایرانشهر ، ١٣٨٨

طراحی برای نمایش:
- یوکاسته، دهلی نو ـ توکیو ـ سئول ـ کرالا ؛ ١٣٨۶ تا ١٣٨٨
- آسمان روزھای برفی، تالار مولوی
- تنها خدا حق دارد بیدارم کند
- اتاق صدا، کارگاه نمایش
- نمایش موزیکال "آرش"
- اسکلیگ و بچه های پرواز

بازی ھا:
- خسیس (علی رفیعی)، شبکه ٢، ١٣٧۶
- مجموعه تلویزیونی کمدیکاتور (جمشیده بهمنی)، شبکه ۴، ۱۳۷۷
- رویای شب نیمه تابستان (حسن معجونی)، ١٣٧٨
- پذیرایی ساده (مانی حقیقی)، ١٣٨٩
- سفید برفی و هفت کوتوله (نصیر ملکی جو)، ١٣٩٠
- قهرمان (اصغر فرهادی)، ١٣٩٩

## جایزه‌ها
عاقبتی جایزه‌های زیر را در کارنامه دارد:
- کارگردان اول در سومین جشنواره تئاتر دانشجویان برای نمایش" برزخ " ١٣٧٨
- کارگردان اول و نمایش برگزیده در پنجمین جشنواره تئاتر دانشجویان برای نمایش " کلفت ها " ١٣٨٠‏
- کارگردان اول و اجرای  برگزیده در جشنواره بین المللی تئاتر فجر برای نمایش "می بوسمت و اشک"١٣٨١‏
- کارگردان اول در بخش بین الملل در جشنواره تئاتر کودک و نوجوان اصفهان برای نمایش "تنها خدا حق دارد بیدارم کند" ١٣٨٧‏
- کارگردان و طراح صحنه برگزیده در بخش بین الملل جشنواره  بین المللی کودک و نوجوان همدان، برای نمایش "ماهی سیاه کوچولو" ١٣٨٧